# 2017特首選舉民間全民投票
2017特首選舉民間全民投票（英語：Chief Executive Election Civil Referendum 2017），由「公民聯合行動」發起，是一個香港大學民意研究計劃的全民投票系統，系統開發目的包括：結合民意調查結果立體展示對2017年香港特別行政區行政長官選舉的民意供市民和選委參考、推動公民參與建構公民社會，以及示範電子投票制度。網上投票於2017年3月10日中午開始進行網絡投票，於3月19日晚上10時結束，為期共十天；實體票站於3月12及19日開放。投票包括對每一位候選人及現選舉制度選擇「支持、棄權、或反對」，最高支持淨值、且支持多於反對者勝，成為推薦候選人。

## 設計

### 民間提名階段
在2017年1月16至31日，任何人士可以向香港大學民意研究計劃郵寄「意向書」，表示有意成為「2017特首民投」候選人。
在2017年2月7至22日，所有年滿18歲的香港市民可以透過手機網站程式或普及投票網頁，從各「2017特首民投」參選人中，提名其中一人。
任何「2017特首民投」參選人取得37,790個或以上提名（按：登記選民的總數是3,779,085，1% 就是37,790）將被視作成功得到民間提名，成為「2017特首民投」的民間候選人。

### 民間全民投票
所有民間候選人及官方候選人都會被納入「2017特首民投」的投票程序。

## 投票方式
投票資格：任何18歲或以上的香港永久性居民方可投票。

### 網上投票
香港市民需透過Telegram進行網上投票。

### 實體票站
民間全民投票票站地址︰
- 香港大學學生會大樓地下空地（黃克競樓旁）
- 香港中文大學康本國際學術園地下大堂
- 香港理工大學邵逸夫樓VA109室－已被理大校方取消，改為紅磡站理工天橋街站[6]
- 完整實體票站列表於此[7]

## 投票結果
以下為2017特首民投結果：
投票人數：65,192人
結果：曾俊華以支持淨值+87.7%勝出。林鄭月娥與胡國興的支持淨值均為負數，即反對票比支持票多。
2017特首選舉民間全民投票結果
| 候選人   | 支持  | 反對  | 棄權  | 支持淨值 |
| -------- | ----- | ----- | ----- | -------- |
| 曾俊華   | 91.8% | 4.2%  | 4.0%  | +87.7%   |
| 林鄭月娥 | 1.5%  | 96.1% | 2.4%  | -94.5%   |
| 胡國興   | 27.1% | 39.4% | 33.5% | -12.3%   |

## 爭議

### 保安漏洞
「前線科技人員」在活動開始首天即表示，理論上有關方法可容許相關人士讀取投票者的Telegram內所有訊息，認為「這是很嚴重的保安漏洞」，因此呼籲市民在取得進一步的澄清之前，暫時不要參與投票。主辦單位隨後澄清指新一代PopVote系統由自建SMS認證和通訊系統改為採用Telegram平台，令系統容量和保安度都大大提升，亦更能抵禦DDoS攻擊，又稱用家輸入的認證資料由用家的瀏覽器直接與Telegram溝通，不可能進入PopVote系統。
不過，有關安排仍惹來質疑，香港個人資料私隱專員公署更於2月13日表示，留意到該投票系統或涉及的個人資料私隱及保安問題，認為活動或違反了《個人資料（私隱）條例》下公平收集個人資料的原則，並強烈要求有關機構立即停止不公平收集個人資料及使用有關的Telegram通訊程式。